# Mieke Gorissen
Mieke Gorissen, née à Hasselt le 29 novembre 1982, est une athlète belge spécialiste des courses de fond.

## Carrière
Mieke Gorissen n'a commencé sa carrière sportive professionnelle qu'en 2018 à l'âge de 35 ans. 
En 2019 elle devient championne de Belgique de semi-marathon.
En août 2020, elle obtient la médaille de bronze aux 10 000 mètres du Championnat de Belgique d'athlétisme 2020. 
Pour sa première participation à un évènement international, elle se classe 28e au marathon féminin des Jeux olympiques d'été de 2020 qui a eu lieu à Sapporo le 7 août 2021.

## Palmarès
| Date | Compétition           | Lieu   | Résultat | Épreuve  | Temps           |
| ---- | --------------------- | ------ | -------- | -------- | --------------- |
| 2022 | Championnats du monde | Eugene | 19e      | Marathon | 2 h 31 min 06 s |

## Vie privée
Mieke Gorissen est professeure de mathématiques et de physique à Diepenbeek dans le Limbourg.